# 西田彩夏
西田 彩夏（にしだ あやか、1990年8月22日 - ）は日本の女優、タレント。神奈川県出身、立正大学心理学部心理学科卒業

## 来歴
2012年、臨床心理士を目指し、立正大学心理学部臨床心理学科へ入学するも、在学中に役者としての活動を始める。
2012年8月、映画「グラスの氷が溶けるその前に」にて女優デビュー。
2012年6月、オフィシャルブログ、「西田彩夏のあるばむブログ☆」を開始
2012年10月、舞台「EACH METHOD OF THE EXTREME」、オーディションにてヒロインに抜擢。
舞台を中心に活動を行う一方都内のライブハウスを中心に月に一度音楽LIVE活動を行っている。

## 人物
- 趣味、スキューバーダイビング・映画鑑賞・ゲーム、ラーメンと梅干しを愛する粋な日本人

## 出演

### 映画
- COMMUNITY （2012年1月）智子役
- グラスの氷が溶けるその前に（2012年8月）彩役

### PV
- THE ARROWS 『ZERO』（2012年10月）出演

### 舞台
2012年
- 劇団大人塾 『ジャージ家族』（7月28日 - 29日） - 楷スタジオ（森永雪子役）
- K-FRONT+vol.2『EACH METHOD OF THE EXTREME』（10月25日 - 28日）新宿シアターブラッツ（ミサ役-ヒロイン）
- 劇団ほわいときゃんぱす『冬のキリギリスたちへ』（11月23日 - 25日）楷スタジオ

2013年
- 芸術集団れんこんきすたvol.18『雲隠れシンフォニエッタ〜紫式部「源氏物語」より〜』（2月20日 - 24日）ライブシアター間〜まほろ〜（明石の君役）
- teamオムレット第3回本公演『BLOSSOM〜枯れ木に花を〜』ザムザ阿佐ヶ谷（3月29日 - 4月1日）（青木文代役-ヒロイン）
- 電脳シロアリプロジェクトvol.7『WHITE ALI.CE  WONLANDER』（7月31日 - 8月4日）シアターグリーンBOXinBOX（あずさ役）
- 劇団SHOW&GO FESTIVAL第16回公演『クラッチシューター〜逆転の時間〜』（11月6日 - 10日） 新宿シアターモリエール （牧野亜由美役）
- アンビリバレント公演『虫取少年誌』（12月11日 - 15日） 千本桜ホール （ミリヤ役）

2014年
- teamオムレット第5回公演『HARVEST-日本女医第一号-』（7月11日 - 13日） 座・高円寺2　（あかり役）
- team Genius bibi 4th ACT 『嘘つき歌姫』（10月15日 - 19日） シアターグリーン BOX in BOX THEATER
- 劇団居酒屋ベースボール第16試合本公演 『人の類い、十二の亜種 - 寅「百年の虎独」』（12月3日 - 7日） Geki地下Liberty

2015年
- 演劇人 特別企画公演 『山茶花』（3月18日 - 22日） 日暮里 d-倉庫 (おひの役)
- M's企画 『Don't Look Back…』（4月22日 - 24日） 渋谷HOME
- コルバタ主催 『メロスを走らせろ！』（5月28日 - 31日） 戸野廣浩司記念劇場
- K-FRONT+produce 番外公演2015 『Takeover』（7月9日 - 24日） 小劇場 楽園@下北沢 (上月紫乃役)
- M's企画 『あのコがエロいのはボクのせいだ!』（8月21日 - 23日） 下北沢シアター711（メグミ役）
- 劇団ロオル 第5回本公演 『モノクロ』（9月30日 - 10月4日） 新宿 THEATER BRATS (百合役)
- M's企画『皆殺しの旋律が聴こえる。』（10月20日 - 21日） 渋谷LUSH（臼田凛役）

2016年
- EIKO@STAGE第1弾『私のドロップ』（1月14日〜17日）中野HOPE
- CorneliusCockBlue(s) 6ヶ月連続6公演 第1弾!! 〜コメディの章〜『そう、そこは楽園。』（3月7日 - 10日）下北沢小劇場楽園
- CorneliusCockBlue(s) 6ヶ月連続6公演 第2弾!! 〜シリアスの章〜『樹海』（4月25日 - 28日）下北沢小劇場楽園
- CorneliusCockBlue(s) 6ヶ月連続6公演 第3弾!! 〜エンタメの章〜『娯楽』（5月18日 - 22日）仙川劇場
- CorneliusCockBlue(s) 6ヶ月連続6公演 第4弾!! 〜ファンタジーの章〜『PAY OF MAN!』（6月21日 - 23日）下北沢小劇場B1
- CorneliusCockBlue(s) 6ヶ月連続6公演 第5弾!! 〜アングラの章〜『皆殺しの旋律がまた再び聴こえる』（7月25日 - 27日）OFF OFFシアター
- CorneliusCockBlue(s) 6ヶ月連続6公演 第6弾!! 〜ハートフルコメディの章〜『ライオンのたてがみ』（8月25日 - 28日）シアター711
- M's企画 第7回公演 「Q&A」 ※オムニバス作品　Aチーム「家族会議」（10月25日～27日）阿佐ヶ谷シアターシャイン
- 劇団虚幻麻「夢幻の血脈」（11月23日 - 27日）下北沢Geki地下Liberty
- CorneliusCockBlue(s) 『そして尾も白かった』（12月29日 - 30日）下北沢「劇」小劇場

2017年
- CorneliusCockBlue(s) ロマンティックが止まらないツアー2017 【2月の陣】 第8回公演 『三面楚歌』 （2月21日 - 27日）南阿佐ヶ谷ひつじ座
- 電動夏子安置システム『場違いの一日前』（3月29日 - 4月2日）赤坂レッドシアター
- CorneliusCockBlue(s) ロマンティックが止まらないツアー2017 【4月の陣】 第9回公演 『そんなはずじゃなかったんだよ』 (4月13日 - 18日）阿佐ヶ谷シアターシャイン
- CorneliusCockBlue(s) ロマンティックが止まらないツアー2017 【6月の陣】 第10回公演 『今日という一日を諦めないために』 (6月12日 - 18日）下北沢小劇場楽園※初脚本